# They/Them
They/Them – amerykański horror z 2022 roku w reżyserii Johna Logana. Film miał premierę 24 lipca 2022 roku na Festiwalu Filmów o Tematyce Homoseksualnej "Outfest" w Los Angeles.

## Fabuła
W ramach odbycia terapii konwersyjnej grupa osób LGBT przyjeżdża na obóz, gdzie według zapewnień organizatorów w tydzień mają zmienić swoją orientację. Chwilę po ich przybyciu na miejscu zaczyna dochodzić od zabójstw.

## Obsada
- Kevin Bacon jako Owen Whistler
- Anna Chlumsky jako Molly
- Carrie Preston jako Cora
- Anna Lore jako Kim
- Cooper Koch jako Stu
- Theo Germaine jako Jordan
- Hayley Griffith jako Sarah
- Austin Crute jako Toby
- Mark Ashworth jako Balthazar
- Jack Caron jako Kane
- Boone Platt jako Zane
- Noelle Cameron jako Amy
- Sofia Riba jako Adrienne
- Juan De Jesus jako Robert
- Quei Tann jako Alexandra
- Monique Kim jako Veronica
- Destiny Danielle Freeman jako Lar[1]

## Produkcja
Zdjęcia do filmu kręcono w Rutledge w stanie Georgia w Stanach Zjednoczonych.

## Odbiór

### Reakcja krytyków
Film spotkał się z negatywną reakcją krytyków. W agregatorze recenzji Rotten Tomatoes 34% z 71 recenzji uznano za pozytywne, a średnia ocen wyniosła 4,9 na 10. Z kolei w agregatorze Metacritic średnia ważona ocen z 46 recenzji wyniosła 19 punktów na 100.